# Geocoma
Geocoma is een geslacht van uitgestorven slangsterren die leefden tijdens het Jura.

## Beschrijving
Deze slangsterren hadden een lichaam met vijf lange en brede armen en een kleine, vrijwel ronde centrale schijf, die aan de bovenzijde was samengesteld uit een tamelijk beperkt aantal platen. De aan de rugzijde gelegen armplaatjes waren behoorlijk klein, terwijl de aan de zijkant gelegen armplaatjes waren bezet met korte stekeltjes. De normale schijfdiameter bedroeg ongeveer twee centimeter.

## Leefwijze
Vertegenwoordigers van dit geslacht leefden in kalkslib.

## Soorten
- Geocoma canjuersensis Roman, Breton & Vadon, 1993 †
- Geocoma carinata (v. Münster, 1833) †
- Geocoma libanotica (König, 1825) †
- Geocoma magna Bataller, 1941 †
- Geocoma schoentalensis Hess & Meyer, 2008 †